# Făgetu (okręg Vrancea)
Făgetu – wieś w Rumunii, w okręgu Vrancea, w gminie Nistorești. W 2011 roku liczyła 148
mieszkańców